# Premio Pulitzer de Poesía
El Premio Pulitzer de Poesía es uno de los siete Premios Pulitzer que se otorgan anualmente en Letras, Teatro y Música. Existe desde 1922 y es otorgado cada año por un jurado especial a un autor estadounidense por una obra original en verso.

## Premios especiales de 1918 y 1919
Antes de la fundación del premio, los Pulitzer de 1918 y 1919 incluyeron tres menciones y premios especiales del Premio Pulitzer (llamado en ese momento Premio de Poesía de la Universidad de Columbia) para libros de poesía financiados por "una concesión especial de The Poetry Society".
- 1918: Love Songs de Sara Teasdale
- 1919: Cornhuskers de Carl Sandburg; The Old Road to Paradine de Margaret Widdemer

## Galardonados
En sus primeros 92 años hasta 2013, el Premio Pulitzer de Poesía fue otorgado 92 veces. Dos se dieron en 2008, y ninguno en 1946. Robert Frost ganó el premio en cuatro ocasiones y varios otros lo ganaron más de una vez.

### 1920
- 1922: Collected Poems de Edwin Arlington Robinson
- 1923: The Ballad of the Harp-Weaver: A Few Figs from Thistles: Eight Sonnets in American Poetry, 1922. A Miscellany de Edna St. Vincent Millay
- 1924: New Hampshire: A Poem with Notes and Grace Notes de Robert Frost
- 1925: The Man Who Died Twice de Edwin Arlington Robinson
- 1926: What's O'Clock de Amy Lowell
- 1927: Fiddler's Farewell de Leonora Speyer
- 1928: Tristram de Edwin Arlington Robinson
- 1929: John Brown's Body de Stephen Vincent Benét

### 1930
- 1930: Selected Poems de Conrad Aiken
- 1931: Collected Poems de Robert Frost
- 1932: The Flowering Stone de George Dillon
- 1933: Conquistador de Archibald MacLeish
- 1934: Collected Verse de Robert Hillyer
- 1935: Bright Ambush de Audrey Wurdermann
- 1936: Strange Holiness de Robert P.T. Coffin
- 1937: A Further Range de Robert Frost
- 1938: Cold Morning Sky de Marya Zaturenska
- 1939: Selected Poems de John Gould Fletcher

### 1940
- 1940: Collected Poems de Mark Van Doren
- 1941: Sunderland Capture de Leonard Bacon
- 1942: The Dust Which is God de William Rose Benét
- 1943: A Witness Tree de Robert Frost
- 1944: Western Star de Stephen Vincent Benét
- 1945: V-Letter and Other Poems de Karl Shapiro
- 1946: Premio no otorgado
- 1947: Lord Weary's Castle de Robert Lowell
- 1948: The Age of Anxiety de Wystan Hugh Auden
- 1949: Terror and Decorum de Peter Viereck

### 1950
- 1950: Annie Allen de Gwendolyn Brooks
- 1951: Complete Poems de Carl Sandburg
- 1952: Collected Poems de Marianne Moore
- 1953: Collected Poems 1917-1952 de Archibald MacLeish
- 1954: The Waking de Theodore Roethke
- 1955: Collected Poems de Wallace Stevens
- 1956: Poems: North & South — A Cold Spring de Elizabeth Bishop
- 1957: Things of This World de Richard Wilbur
- 1958: Promises: Poems 1954-1956 de Robert Penn Warren
- 1959: Selected Poems 1928-1958 de Stanley Kunitz

### 1960
- 1960: Heart's Neddle de William Snodgrass
- 1961: Times Three: Selected Verse From Three Decades de Phyllis McGinley
- 1962: Poems de Alan Dugan
- 1963: Pictures from Brueghel de William Carlos Williams
- 1964: At The End Of The Open Road de Louis Simpson
- 1965: 77 Dream Songs de John Berryman
- 1966: Selected Poems de Richard Eberhart
- 1967: Live or Die de Anne Sexton
- 1968: The Hard Hours de Anthony Hecht
- 1969: Of Being Numerous de George Oppen

### 1970
- 1970: Untitled Subjects de Richard Howard
- 1971: The Carrier of Ladders de W.S. Merwin
- 1972: Collected Poems de James Wright
- 1973: Up Country de Maxine Kumin
- 1974: The Dolphin de Robert Lowell
- 1975: Turtle Island de Gary Snyder
- 1976: Self-portrait in a Convex Mirror de John Ashbery
- 1977: Divine Comedies de James Merrill
- 1978: Collected Poems de Howard Nemerov
- 1979: Now and Then de Robert Penn Warren

### 1980
Se incluyen también los finalistas.
- 1980: Selected Poems de Donald Justice
  - Goshawk, Antelope de Dave Smith
  - Selected Poems de Richard Hugo

- 1981: The Morning of the Poem de James Schuyler
  - Selected Poems de Mark Strand
  - The Right Madness on Skye de Richard Hugo

- 1982: The Collected Poems de Sylvia Plath
  - Dream Flights de Dave Smith
  - The Southern Cross de Charles Wright

- 1983: Selected Poems de Galway Kinnell
  - Country Music, Selected Early Poems de Charles Wright
  - Monolithos, Poems 1962 and 1982 de Jack Gilbert

- 1984: American Primitive de Mary Oliver
  - Collected Poems, 1930-1982 de Josephine Miles
  - Weather-Fear: New and Selected Poems de John Engels

- 1985: Yin de Carolyn Kizer
  - Ground Work de Robert Duncan
  - The Other Side of the River de Charles Wright

- 1986: The Flying Change de Henry S. Taylor
  - Saints and Strangers de Andrew Hudgins
  - Selected Poems, 1963-1983 de Charles Simic

- 1987: Thomas and Beulah de Rita Dove
  - The Selected Poetry of Hayden Carruth de Hayden Carruth
  - Unending Blues de Charles Simic

- 1988: Partial Accounts: New and Selected Poems de William Meredith
  - Flesh and Blood de C.K. Williams
  - Good Woman: Poems and a Memoir 1969-1980 and Next: New Poems de Lucille Clifton

- 1989: New and Collected Poems de Richard Wilbur
  - The One Day de Donald Hall
  - The River of Heaven de Garret Hongo

### 1990
Se incluyen también los finalistas.
- 1990: The World Doesn't End de Charles Simic
  - Selected and Last Poems de Paul Zweig
  - Time's Power de Adrienne Rich

- 1991: Near Changes de Mona Van Duyn
  - Leaving Another Kingdom de Gerald Stern
  - The Transparent Man de Anthony Hecht

- 1992: Selected Poems de James Tate
  - An Atlas of the Difficult World de Adrienne Rich
  - Selected Poems de Robert Creeley

- 1993: El iris salvaje de Louise Glück
  - Hotel Lautreamont de John Ashbery
  - Selected Poems 1946-1985 de James Merrill

- 1994: Neon Vernacular: New and Selected Poems de Yusef Komunyakaa
  - Bright Existence de Brenda Hillman
  - The Metamorphoses of Ovid de Allen Mandelbaum

- 1995: The Simple Truth de Philip Levine
  - Cosmopolitan Greetings: Poems 1986-1992 de Allen Ginsberg
  - On The Great Atlantic Rainway: Selected Poems 1950-1988 y One Train de Kenneth Koch

- 1996: The Dream of the Unified Field de Jorie Graham
  - Chickamauga de Charles Wright
  - New and Selected Poems de Donald Justice

- 1997: Alive Together: New and Selected Poems de Lisel Mueller
  - The Figure Wheel de Robert Pinsky
  - The Willow Grove de Laurie Sheck

- 1998: Black Zodiac de Charles Wright
  - Desire de Frank Bidart
  - The Vigil de C.K. Williams

- 1999: Blizzard of One de Mark Strand
  - Going Fast de Frederick Seidel
  - Mysteries of Small Houses de Alice Notley

### 2000
Se incluyen también los finalistas. En 2008, fueron otorgados dos premios.
- 2000: Repair de C.K. Williams
  - Elegy for the Southern Drawl de Rodney Jones
  - Midnight Salvage: Poems 1995-1998 de Adrienne Rich

- 2001: Different Hours de Stephen Dunn
  - Pursuit of a Wound de Sydney Lea
  - The Other Lover de Bruce Smith

- 2002: Practical Gods de Carl Dennis
  - The Beforelife de Franz Wright
  - The Seven Ages de Louise Glück

- 2003: Moy Sand and Gravel de Paul Muldoon
  - Hazmat de J.D. McClatchy
  - Music Like Dirt de Frank Bidart

- 2004: Walking to Martha's Vineyard de Franz Wright
  - Eyeshot de Heather McHugh
  - Middle Earth de Henri Cole

- 2005: Delights & Shadows de Ted Kooser
  - Search Party: Collected Poems de William Matthews
  - The Orchard de Brigit Pegeen Kelly

- 2006: Late Wife de Claudia Emerson
  - American Sublime de Elizabeth Alexander
  - Elegy on Toy Piano de Dean Young

- 2007: Native Guard de Natasha Trethewey
  - Interrogation Palace: New & Selected Poems 1982-2004 de David Wojahn
  - The Republic of Poetry de Martin Espada

- 2008: Time and Materials de Robert Hass; Failure de Philip Schultz
  - Messenger: New and Selected Poems, 1976-2006 de Ellen Bryant Voigt

- 2009: The Shadow of Sirius de W.S. Merwin
  - Watching the Spring Festival de Frank Bidart
  - What Love Comes To: New & Selected Poems de Ruth Stone

### 2010
Se incluyen también los finalistas.
- 2010: Versed de Rae Armantrout
  - Inseminating the Elephant de Lucia Perillo
  - Tryst de Angie Estes

- 2011: The Best of It: New and Selected Poems de Kay Ryan
  - Break the Glass de Jean Valentine
  - The Common Man de Maurice Manning

- 2012: Life on Mars de Tracy K. Smith
  - Core Samples from the World de Forrest Gander
  - How Long de Ron Padgett

- 2013: Stag's Leap de Sharon Olds
  - Collected Poems de Jack Gilbert
  - The Abundance of Nothing de Bruce Weigl

- 2014: 3 Sections de Vijay Seshadri
  - The Big Smoke de Adrian Matejka
  - The Sleep of Reason de Morri Creech

- 2015: Digest de Gregory Pardio
  - Compass Rose de Arthur Sze
  - Reel to Reel de Alan Shapiro

- 2016: Ozone Journal de Peter Balakian
  - Alive: New and Selected Poems de Elizabeth Willis
  - Four-Legged Girl de Diane Seuss

- 2017: Olio de Tyehimba Jess
  - Collected Poems: 1950-2012 de Adrienne Rich
  - XX de Campbell McGrath

- 2018: Half-light: Collected Poems 1965-2016 de Frank Bidart
  - Incendiary Art de Patti Smith
  - semiautomatic de Evie Shockley

- 2019: Be With de Forrest Gander
  - feeld de Jos Charles
  - Like de A.E. Stallings

### 2020
Se incluyen también los finalistas.
- 2020: The Tradition de Jericho Brown
  - Dunce de Mary Ruefle
  - Only as the Day Is Long: New and Selected Poems de Dorianne Laux

- 2021: Postcolonial Love Poem de Natalie Diaz
  - A Treatise on Stars de Mei-mei Berssenbrugge
  - In the Lateness of the World de Carolyn Forché

- 2022: frank: sonnets de Diane Seuss
  - Refractive Africa: Ballet of the Forgotten de Will Alexander
  - Yellow Rain de Mai Der Vang